# 아래배벽동맥
아래배벽동맥(inferior epigastric artery) 또는 하복벽동맥(下腹壁動脈)은 바깥엉덩동맥에서 갈라져 나오는 동맥이다. 위쪽에서 내려오는 위배벽동맥과 문합한다. 아래배벽정맥과 함께 주행하며, 두 혈관은 샅굴삼각의 가쪽 경계를 이룬다. 샅굴삼각은 직접샅굴탈장이 발생하는 영역이다.

## 구조
아래배벽동맥은 고샅인대 바로 위쪽에서 바깥엉덩동맥으로부터 갈라져 나온다. 그 후 위배벽동맥과 문합한다.
배막밑조직에서 앞쪽으로 휘어진 아래배벽동맥은 깊은샅굴구멍의 안쪽 모서리를 따라 비스듬히 위로 올라간다. 배가로근막을 뚫고 나온 아래배벽동맥은 활꼴선의 앞쪽으로 지나가, 배곧은근집의 뒤층과 배곧은근 사이에 놓인 채로 위로 올라간다. 최종적으로는 여러 개의 가지들로 갈라진다. 이 가지들은 배꼽 위쪽에서 속가슴동맥의 위배벽가지, 아래쪽 갈비사이동맥과 문합한다.
아래배벽동맥은 시작 지점에서부터 비스듬하게 위로 올라간다. 따라서 깊은샅굴구멍의 아래쪽과 안쪽 모서리, 정삭의 시작 지점을 따라 주행한다.
남성에서는 정삭을 떠난 수정관이, 여성에서는 자궁원인대가 아래배벽동맥의 가쪽과 뒤쪽 측면을 감는다.

## 임상적 중요성

### 탈장
아래배벽동맥은 샅굴탈장 가까이에 위치할 수 있어 유용한 랜드마크 역할을 한다.

### 수술
복강경 수술 도중 아래배벽동맥이 손상될 수 있다. 또한 배곧은근 아래에서 배막을 직접 찾을 때도 손상될 수 있다.

## 추가 이미지

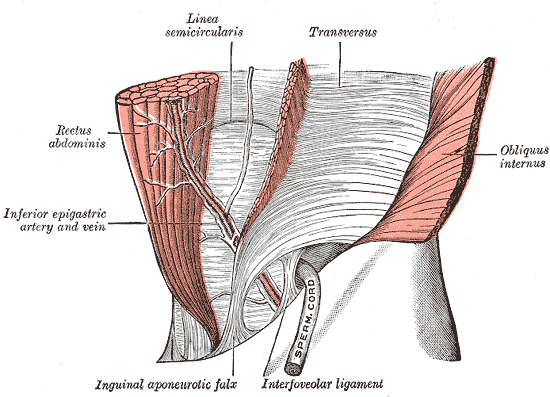
앞에서 본 오목사이동맥
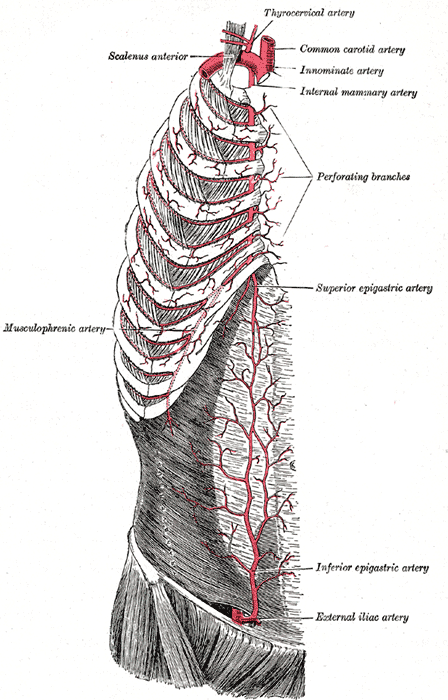
속가슴동맥과 그 가지들
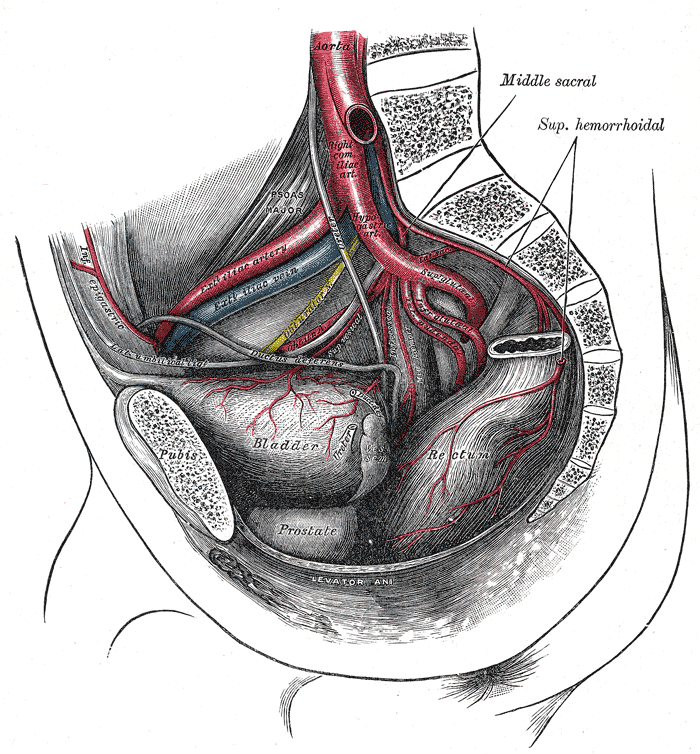
골반의 동맥
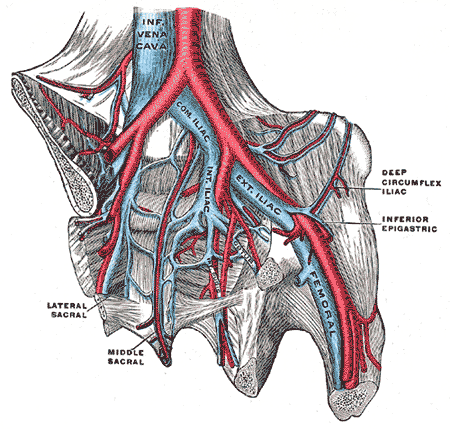
엉덩정맥
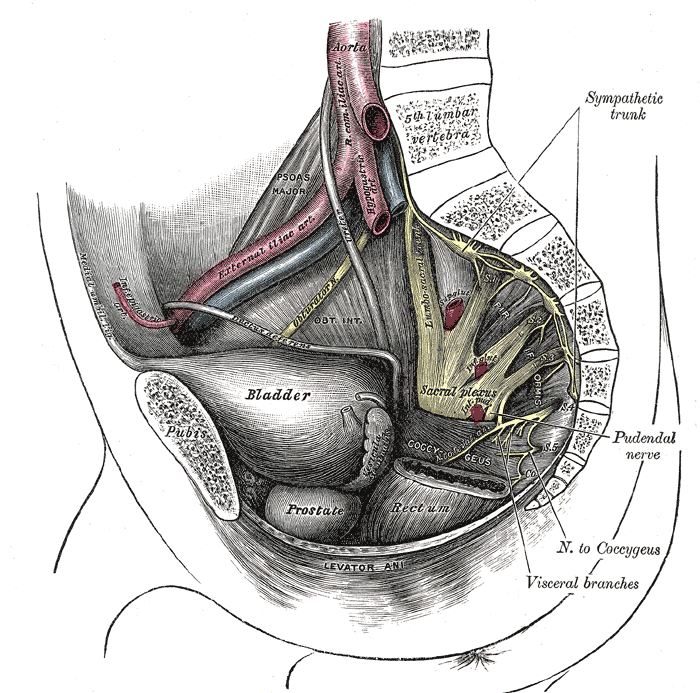
골반 측면 벽의 해부. 엉치신경얼기와 음부신경얼기가 보인다.
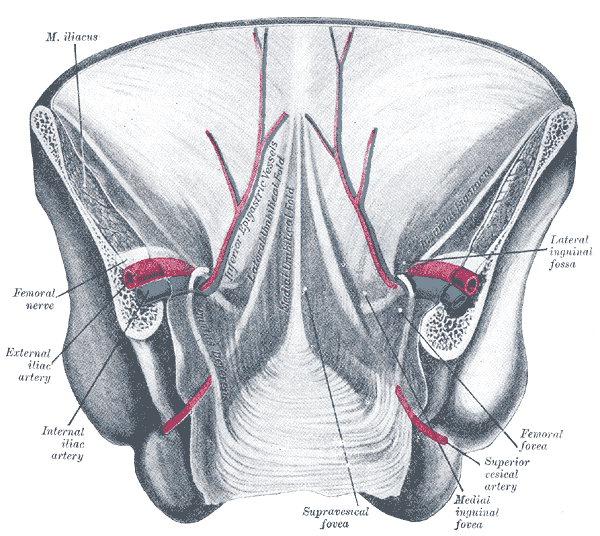
앞배벽을 뒤에서 본 그림. 배막이 제자리에 있으며 다양한 구조물들이 통과한다.
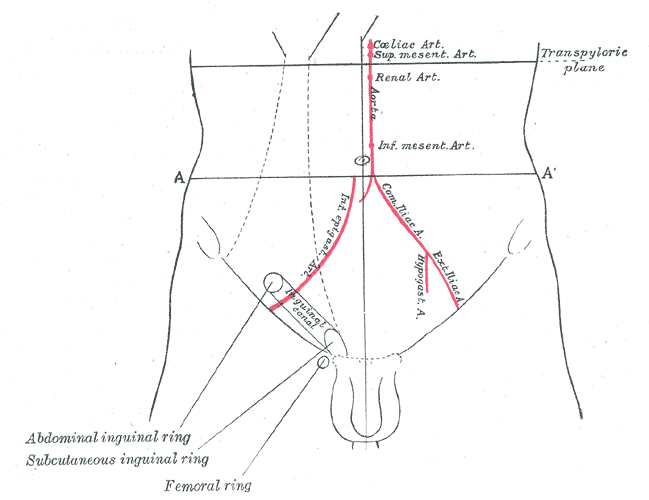
다양한 구조물들의 표면에서 위치가 표시된, 앞에서 본 배
바깥엉덩동맥, 넙다리동맥에서 갈라져 나오는 동맥들

## 참고 문헌
이 문서는 현재 퍼블릭 도메인에 속하는 그레이 해부학 제20판(1918) page 623의 내용을 기초로 작성된 글이 포함되어 있습니다.
1. 1 2  Castro Ferreira, Marcus; Henrique Ishida, Luis; Munhoz, Alexandre (2009년 1월 1일),  Wei, Fu-Chan; Mardini, Samir, 편집., “CHAPTER 19 - Rectus flap”, 《Flaps and Reconstructive Surgery》 (영어) (Edinburgh: W.B. Saunders), 207–223쪽, ISBN 978-0-7216-0519-7, 2021년 1월 22일에 확인함
2. 1 2 3  Paterson-Brown, Sara (2010년 1월 1일),  Bennett, Phillip; Williamson, Catherine, 편집., “Chapter Five - Applied anatomy”, 《Basic Science in Obstetrics and Gynaecology (Fourth Edition)》 (영어) (Churchill Livingstone), 57–95쪽, doi:10.1016/b978-0-443-10281-3.00009-9, ISBN 978-0-443-10281-3, 2021년 1월 22일에 확인함